# はみだし野郎の子守唄
『はみだし野郎の子守唄』（はみだしやろうのこもりうた）は、真崎守による日本の連作漫画作品。

## 概要
『ヤングコミック』（少年画報社）1969年（昭和44年）7月8日号から1970年（昭和45年）5月27日号の間に全19話掲載された。
引き続き同誌に掲載された「連作／はみだし野郎の挽歌」「連作／死春記」（→はみだし野郎の伝説）とともに、現代社会における、出口の見えない状況下での人間の情念を逆説や隠喩を駆使した言語表現を用いて描いており、発表当時その斬新さと難解さが注目された。ちなみに、一部の作品に抒情派とのレッテルが貼られたことについて、1970年虫プロ商事単行本の作者あとがき文「13番目の子守唄」に不本意と感じている旨が記されている。
1971年、「ジロがゆく」とともに第2回講談社出版文化賞（児童漫画部門）を受賞した。

## 雑誌掲載
①『夜盗のごとき訪れ』雑誌掲載時は「子守唄シリーズ」の表記なし、『ヤングコミック』1969年7月8日号
②『ゆうだちの季節』連作／はみだし野郎の子守唄Vol.1、『ヤングコミック』1969年9月9日号
③『はこ師』連作／はみだし野郎の子守唄Vol.2、『ヤングコミック』1969年9月23日号
④『四角い荒野』連作／はみだし野郎の子守唄Vol.3、『ヤングコミック』1969年10月14日号
⑤『北へ急げ！』連作／はみだし野郎の子守唄Vol.4、『ヤングコミック』1969年10月28日号
⑥『俺の愛した殺意というペット』連作／はみだし野郎の子守唄Vol.5、『ヤングコミック』1969年11月11日号
⑦『夜のさすらい』連作／はみだし野郎の子守唄Vol.6、『ヤングコミック』1969年11月25日号
⑧『因果律なんて知らないよ』連作／はみだし野郎の子守唄Vol.7、『ヤングコミック』1969年12月9日号
⑨『暮雪』連作／はみだし野郎の子守唄Vol.8、『ヤングコミック』1969年12月23日号
⑩『袋小路』連作／はみだし野郎の子守唄Vol.9、『ヤングコミック』1970年1月13日号
⑪『氷雨』連作／はみだし野郎の子守唄Vol.10、『ヤングコミック』1970年1月27日号
⑫『その時わたしは』連作／はみだし野郎の子守唄Vol.11、『ヤングコミック』1970年2月10日号
⑬『遭難』連作／はみだし野郎の子守唄Vol.12、『ヤングコミック』1970年2月24日号
⑭『海の神話』連作／はみだし野郎の子守唄Vol.13、『ヤングコミック』1970年3月10日号
⑮『25時63分』連作／はみだし野郎の子守唄Vol.14、『ヤングコミック』1970年3月24日号
⑯『ドスのあンちくしょお！』連作／はみだし野郎の子守唄Vol.15、『ヤングコミック』1970年4月14日号
⑰『もうひとつの四角い荒野』連作／はみだし野郎の子守唄Vol.16、『ヤングコミック』1970年4月28日号
⑱『現行犯』連作／はみだし野郎の子守唄Vol.17、『ヤングコミック』1970年5月13日号
⑲『十字路』連作／はみだし野郎の子守唄Vol.18、『ヤングコミック』1970年5月27日号

## 単行本
1970年：虫プロ商事GRAND COMICS『はみだし野郎の子守唄』上掲① - ⑦、⑨ - ⑪、⑮、⑰収録
1972年：虫プロ商事COMコミックス別冊『はみだし野郎の子守唄』上掲① - ⑦、⑨ - ⑪、⑮、⑰収録
1974年：朝日ソノラマサンコミックス『はみだし野郎の伝説』第1巻『子守唄』上掲① - ⑦、⑨ - ⑪、⑮、⑰収録
1976年：小学館文庫『はみだし野郎の伝説』第1巻 上掲① - ⑦、⑨ - ⑪、⑮、⑰収録
1978年：ブロンズ社真崎守選集第4巻『はみだし野郎の伝説』上掲① - ⑦、⑨⑩、⑰収録
単行本収録作品を（雑誌掲載の19作から）12作に減らした理由について、1970年虫プロ商事単行本作者あとがき文「13番目の子守唄」に「ページの都合で12本にしぼった」と記されている。また、『夜盗のごとき訪れ』を収録した理由について、同「13番目の子守唄」中に「はみだしシリーズとして発表したものではないが、意識として同位置にいて、同誌に発表したので、最初に持ってきた」と記されている。

## その他
雑誌掲載時、各話には「挿入歌・BGM」として下記の曲名が併記されていた。
②『ゆうだちの季節』 オー・チンチン（里吉しげみ作詞）
③『はこ師』 夜が明けたら（浅川マキ作詞）
④『四角い荒野』 悲しみは駆け足でやってくる（アン・真理子作詞）
⑤『北へ急げ！』 北の国へ（高石友也作詞）
⑥『俺の愛した殺意というペット』 真夜中のギター（吉岡治作詞）
⑦『夜のさすらい』 ひとり寝の子守唄（加藤登紀子作詞）
⑧『因果律なんて知らないよ』 愛の化石（並木六郎作詞）
⑨『暮雪』 別れのバラード（永六輔作詞）
⑩『袋小路』 かもめ（寺山修司作詞）
⑪『氷雨』 私もあなたと泣いていい？（三沢郷作詞）
⑫『その時わたしは』 予約（尾中美千絵作詞）
⑬『遭難』 けんかのあとでくちづけを（なかにし礼作詞）
⑭『海の神話』 どんなんかなァ（多木比佐夫作詞）
⑮『25時63分』 ちっちゃな時から（浅川マキ作詞）
⑯『ドスのあンちくしょお！』 女の童話（阿久悠作詞）
⑰『もうひとつの四角い荒野』 終ったよ（加藤登紀子作詞）
⑱『現行犯』 白い蝶のサンバ（阿久悠作詞）
⑲『十字路』 モーニング・ブルース（有馬三恵子作詞）